# Béthel
Pour les articles homonymes, voir Bethel.
 (février 2025).
Si vous disposez d'ouvrages ou d'articles de référence ou si vous connaissez des sites web de qualité traitant du thème abordé ici, merci de compléter l'article en donnant les références utiles à sa vérifiabilité et en les liant à la section « Notes et références ».
Béthel (en hébreu : בֵּית־אֵל, littéralement « Maison de Dieu ») est une localité des hautes terres du pays de Canaan, selon les fouilles archéologiques. Ce lieu se trouverait à 10 km au nord de Jérusalem, dans la région historique de l'ancienne Samarie (nord de la Cisjordanie actuelle). Il est identifié par certains au village palestinien de Beitin et à la colonie israélienne de Beit El par d'autres.

## Dans les textes bibliques

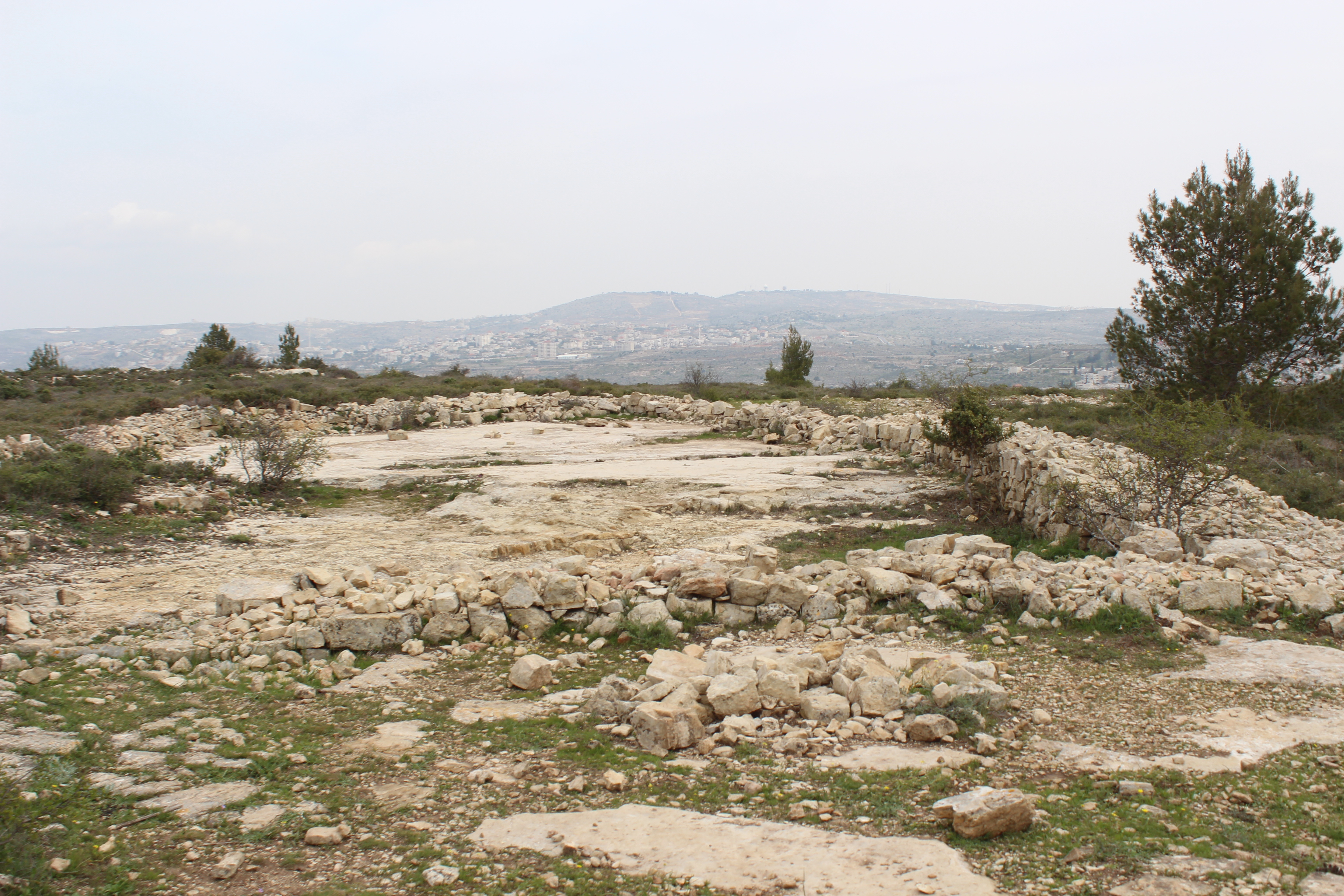
Site cananéen de culte sous Jéroboam Ier au début de l'âge du bronze palestinien, traversé par le mur d'enceinte de la ville de Tel Beit El (aujourd'hui Beitin), territoire de l'ancien royaume d'Israël (2017).

Béthel est lié dans la Bible au passage des patriarches Abraham et Jacob sur ce lieu : Abraham y construit un autel, tandis que Jacob s'y endort et rêve de l'échelle de Jacob, une échelle parcourue par des anges qui s'élève jusqu'au ciel.
L'Arche d'alliance y réside plus tard à l'époque des Juges d'Israël et le prophète Samuel y tient sa cour de justice. Selon le Premier Livre des Rois, le roi d'Israël Jéroboam Ier y fait ériger un veau d'or en tant que représentation idolâtre de la divinité cananéenne. 
Ce fut l'un des principaux sanctuaires des israélites du royaume d'Israël, ou royaume de Samarie, ce qui suscita la vive critique des partisans d'une centralisation du culte au Temple de Jérusalem.
« Avant que Jacob ne nomme Béthel, le lieu s'appelait Louz », dit le texte hébreu (Oulam Louz). Il est nommé Oulammaus en Genèse 28:19 dans le codex Alexandrinus. Et c'est sous ce nom qu'apparaît en Luc 24:13, dans le codex Bezae, le village vers lequel se dirigent les deux compagnons d'Emmaüs qui, selon les évangiles chrétiens, ont quitté Jérusalem et le soir venu rencontrent Jésus après sa Résurrection.

## Archéologie

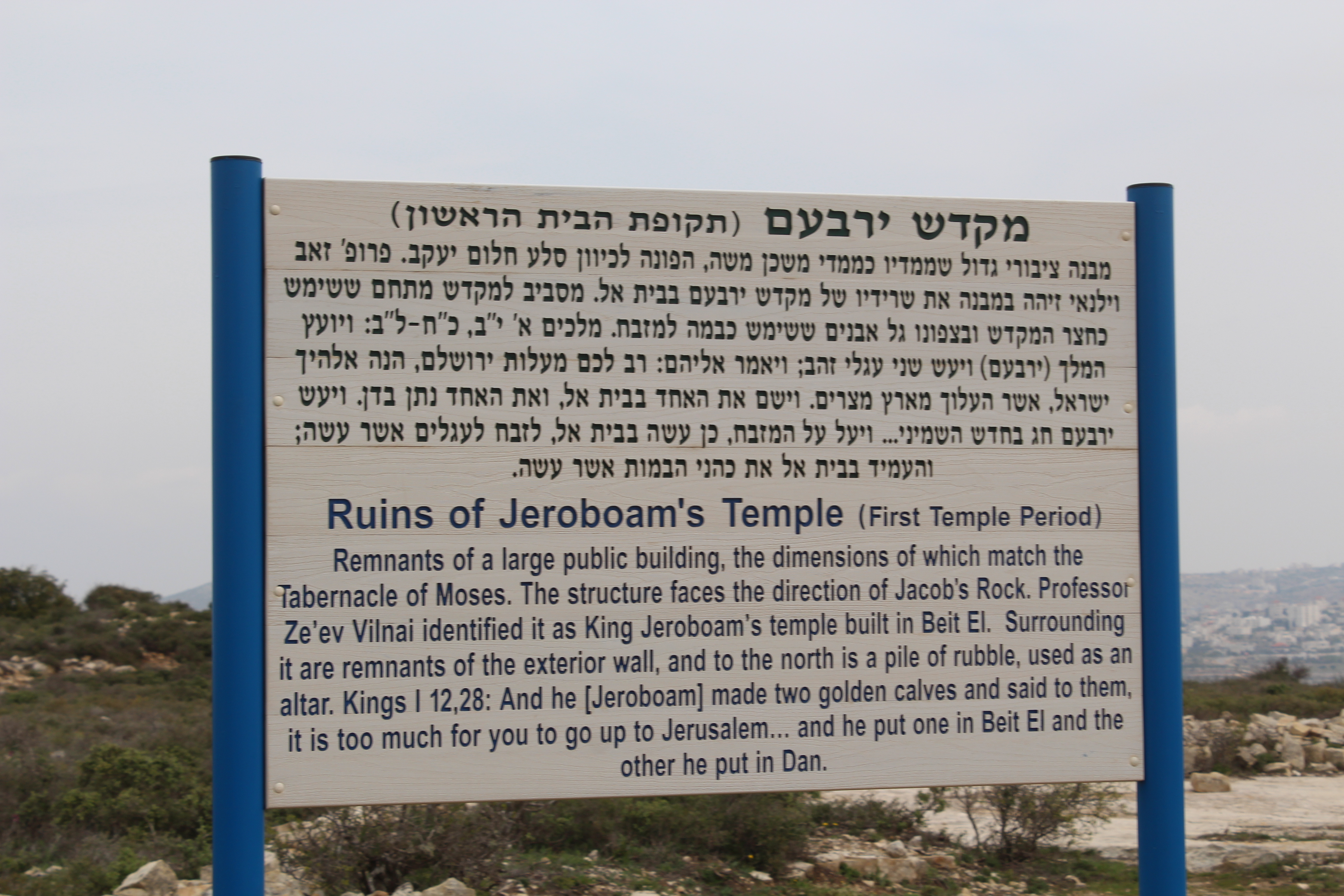
Panneau indicatif du site archéologique à proximité de Beit El

### Premières campagnes de fouilles
Le bibliste Edward Robinson, dans son livre Biblical Researches in Palestine, 1838–52, identifie le Beth-El biblique avec le village palestinien (aujourd'hui cisjordanien) de Beitin. Il s'appuie sur les descriptions topographiques des anciens textes (Genèse, Eusèbe, Jérome) ainsi que sur les similarités philologiques entre le nom ancien et le nom moderne, le remplacement de l'hébreu el par l'arabe in n'étant pas inusuel.

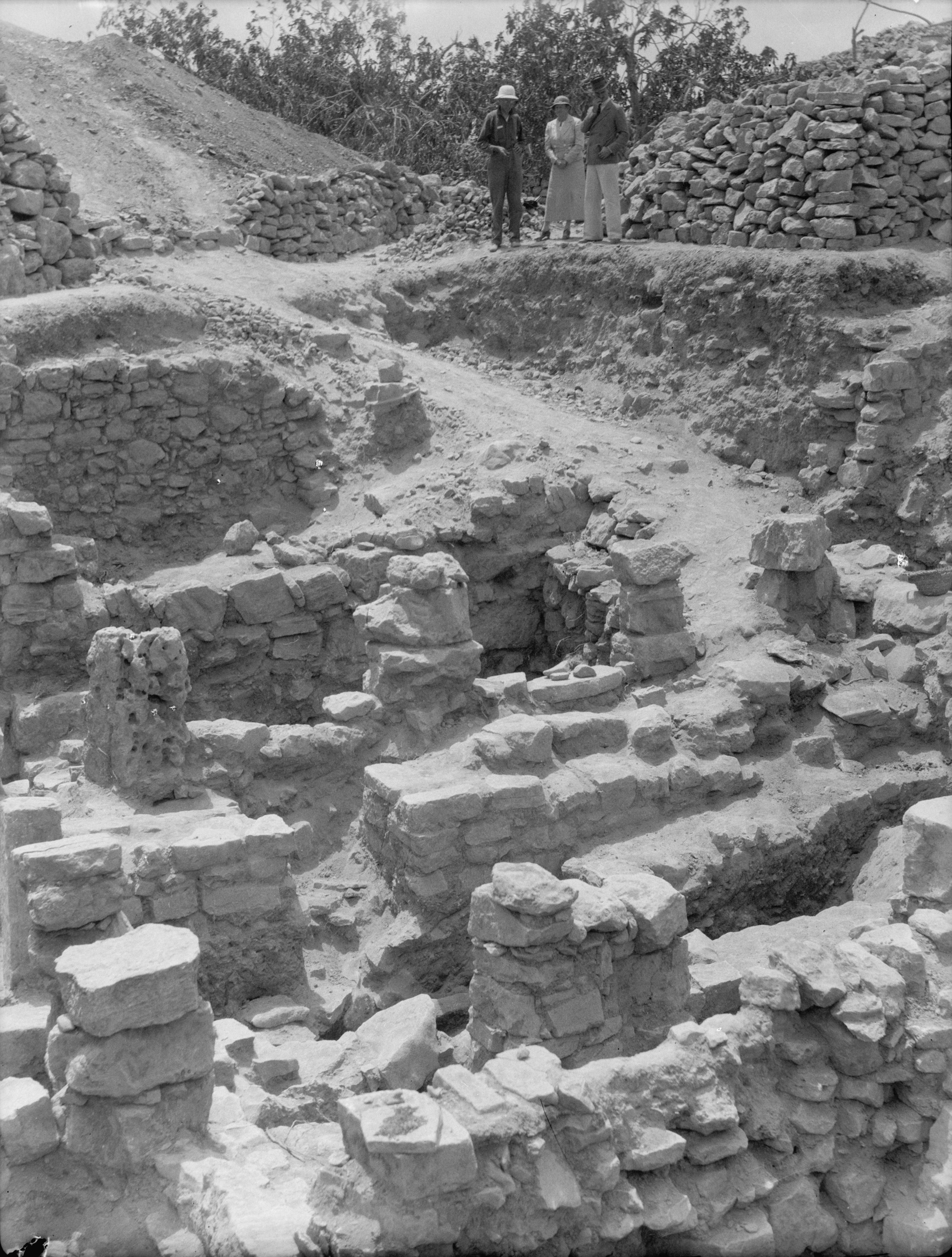
Première campagne de fouilles à Bethel de l'époque de Josué (1934).

Des fouilles sont entreprises par W.F. Albright en 1934, puis par J.L. Kelso en 1954, 1957 et 1960. 
D'après les fouilles archéologiques entreprises près du mont Bethel, dès le XIXe siècle et se poursuivant actuellement, un premier village aurait été habité au IIe siècle av. J.-C. par les Israélites, à l'époque des Hasmonéens. Ont été retrouvés des bâtiments, des figurines, des pièces de monnaie du roi Alexandre Yannaï (Jannée) ainsi que des statuettes. À son apogée, avant la conquête romaine vers 70 de notre ère, le village s'étend sur 20 dunams (20 000 m2) et compte une centaine d'habitants.
Le village aurait été abandonné pendant une période de 250 ans, avant de renaître à l'époque byzantine avec une population égyptienne. Les archéologues ont retrouvé la trace d’une église et d'habitations, dont le sol était recouvert de mosaïques.
Au VIIIe siècle, sous la dynastie musulmane des Omeyyades, les lieux sont occupés par une nouvelle population, avant d'être à nouveau totalement abandonnés jusqu’aux temps modernes où un village palestinien arabe est fondé au XIXe siècle sous l'égide des Ottomans.

### Campagnes suivantes de fouilles

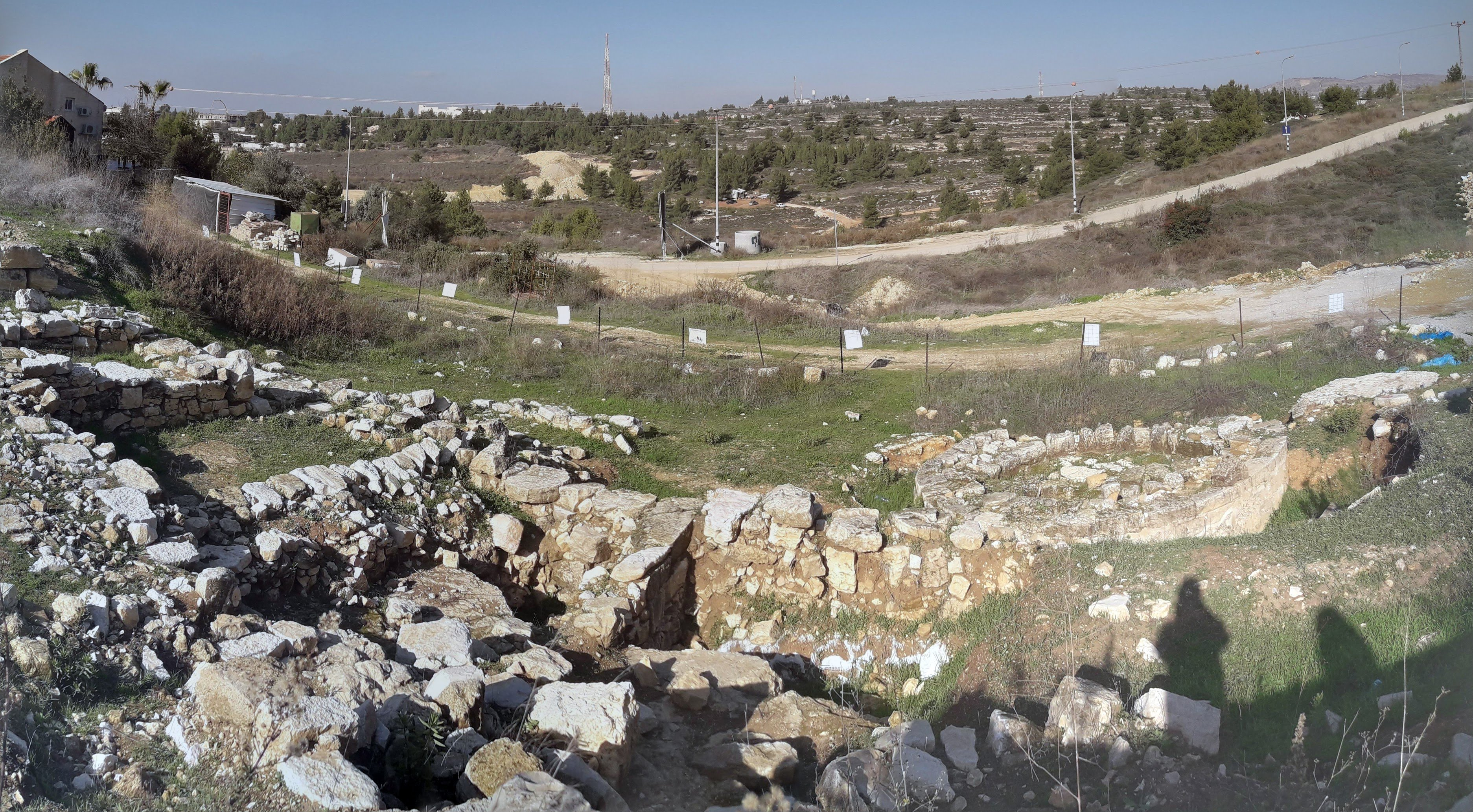
Site archéologique de Tel Luz à Bethel (2020).

Dans le village antique de Khirbet Kafr Murr, se trouvant aujourd'hui dans un quartier de Beit El, les études et les fouilles archéologiques débutées à la fin des années 1990 révèlent l'existence d'un village agricole datant du VIIIe siècle av. J.-C. À son apogée, pendant la révolte juive contre les Romains, une centaine de Juifs s'y serait installée pour la dernière fois,.  
Durant le mandat sur la Palestine, les Britanniques rasent ce site militaire et le pavent, détruisant ainsi d'innombrables artefacts et l'ancienne architecture. Le lieu est ensuite occupé par une base militaire jordanienne avant que ce devienne une base de Tsahal. 
Après le départ de l'armée israélienne en 1995 et le début de la construction par les civils israéliens, des vestiges archéologiques commencent à faire surface. Une citerne d’eau, des poteries et un mikveh (bain rituel) sont notamment découverts sous les vestiges de maisons de l'époque du Second Temple, sur lesquels des colons se sont installés,.